# Sheila Ramani
Sheila Ramani (Hindi शीला रमानी Śīlā Ramānī), vollständiger Name: Sheela Kewalramani (* 2. März 1932 in Sindh, Britisch-Indien; † 15. Juli 2015 in Mhow, Madhya Pradesh) war eine indische Filmschauspielerin.

## Leben
Sheila Ramani stammte aus der heute in Pakistan liegenden Provinz Sindh, zog jedoch bereits als Kind mit ihren Eltern in den Norden Indiens, wo sie Anfang der 1950er Jahre in Shimla eine Miss-Wahl gewann. Danach erlebte sie eine etwa zehnjährige Filmkarriere. Sie spielte in V. Shantarams Surang und Teen Batti Char Raasta (beide 1953). Ihre wichtigsten Rollen hatte sie neben Kishore Kumar in Bimal Roys Naukri (1954), als Cabaret-Sängerin Sylvie in Chetan Anands Taxi Driver (1954) und als Prinzessin Indira in Ramesh Saigals Railway Platform (1955).
1956 spielte sie in dem pakistanischen Film Anokhi und an der Seite von Dev Anand in der Navketan-Produktion Funtoosh. In den späten 1950er Jahren trat sie noch in einigen obskuren Filmen auf, darunter in Abani (1958), dem ersten indischen Film in der Sprache Sindhi, sowie gemeinsam mit P. Jairaj in Bhagwan Aur Shaitan (1959) und Return of Mr. Superman (1960). Ihr letzter Film war wahrscheinlich Awara Ladki (1967).
Ramani heiratete den parsischen Industriellen Jall Cowasji und lebte mit ihm in Bombay, den Vereinigten Staaten und Australien. Das Paar bekam zwei Söhne. Nach seinem Tod zog sie sich auf den Familiensitz in der früheren britischen Garnisonsstadt Mhow zurück, wo sie im Juli 2015 auch starb.

## Filmografie
- 1952: Badnam
- 1953: Surang
- 1953: Teen Batti Char Raasta
- 1954: Kalakar
- 1954: Mangu
- 1954: Meenar
- 1954: Naukri
- 1954: Taxi Driver
- 1955: Ghamand
- 1955: Joru Ka Bhai
- 1955: Railway Platform
- 1955: Shahzada
- 1956: Anokhi
- 1956: Funtoosh
- 1956: Ghulam Begum Badshah
- 1956: Sultana Daku
- 1957: Anjali
- 1957: Arpan
- 1957: Mumtaz Mahal
- 1958: Abana
- 1959: Bhagwan Aur Shaitan
- 1959: Jungle King
- 1960: Return of Mr. Superman
- 1962: Ma Beta
- 1967: Awara Ladki